# بوروچین (استان سیلسیان)
بوروچین (به لهستانی:  Borucin) یک روستا در لهستان است که در گمینا کژانوویتسه واقع شده‌است. بوروچین ۱٬۳۰۰ نفر جمعیت دارد.

## نگارخانه

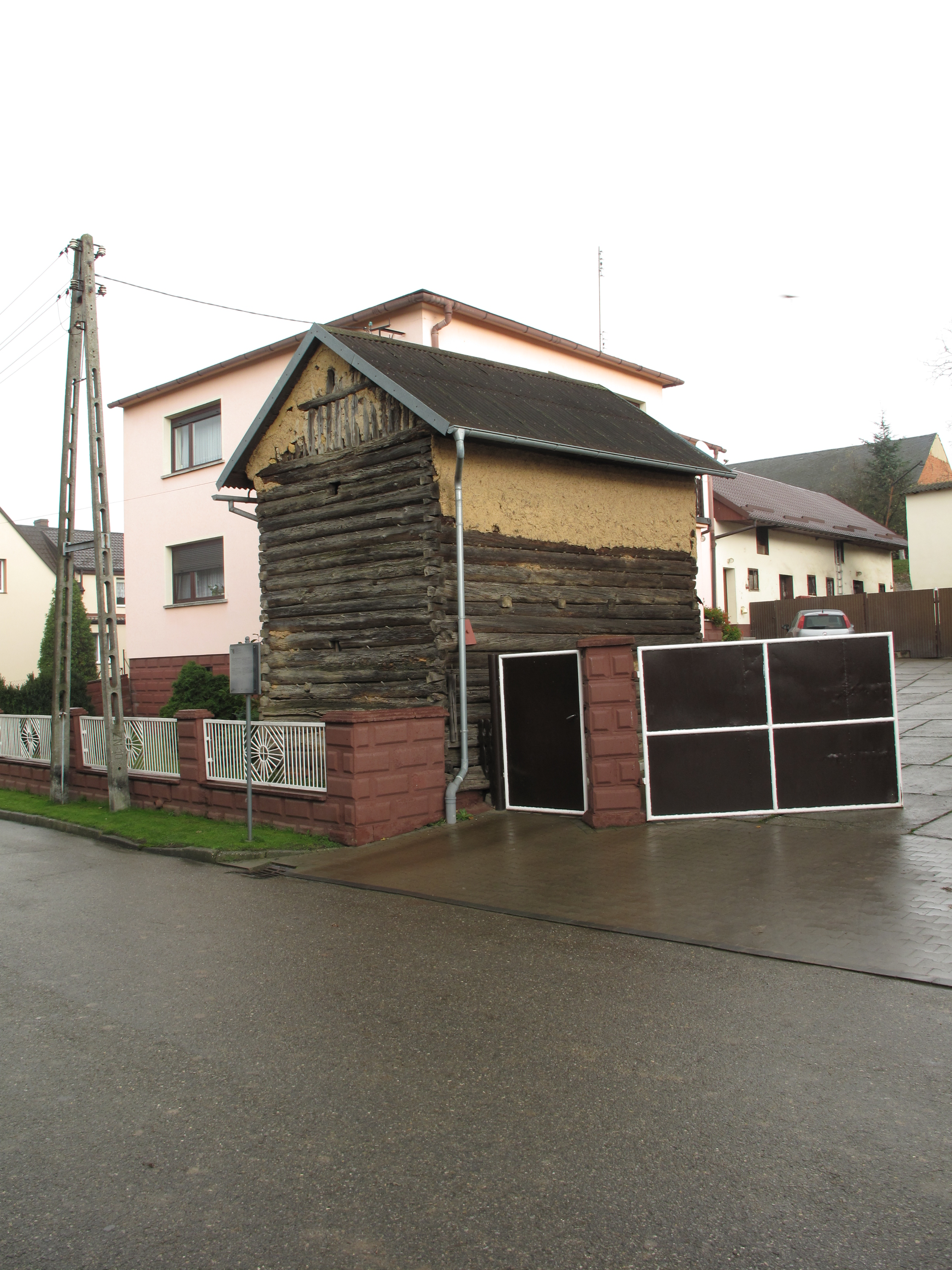
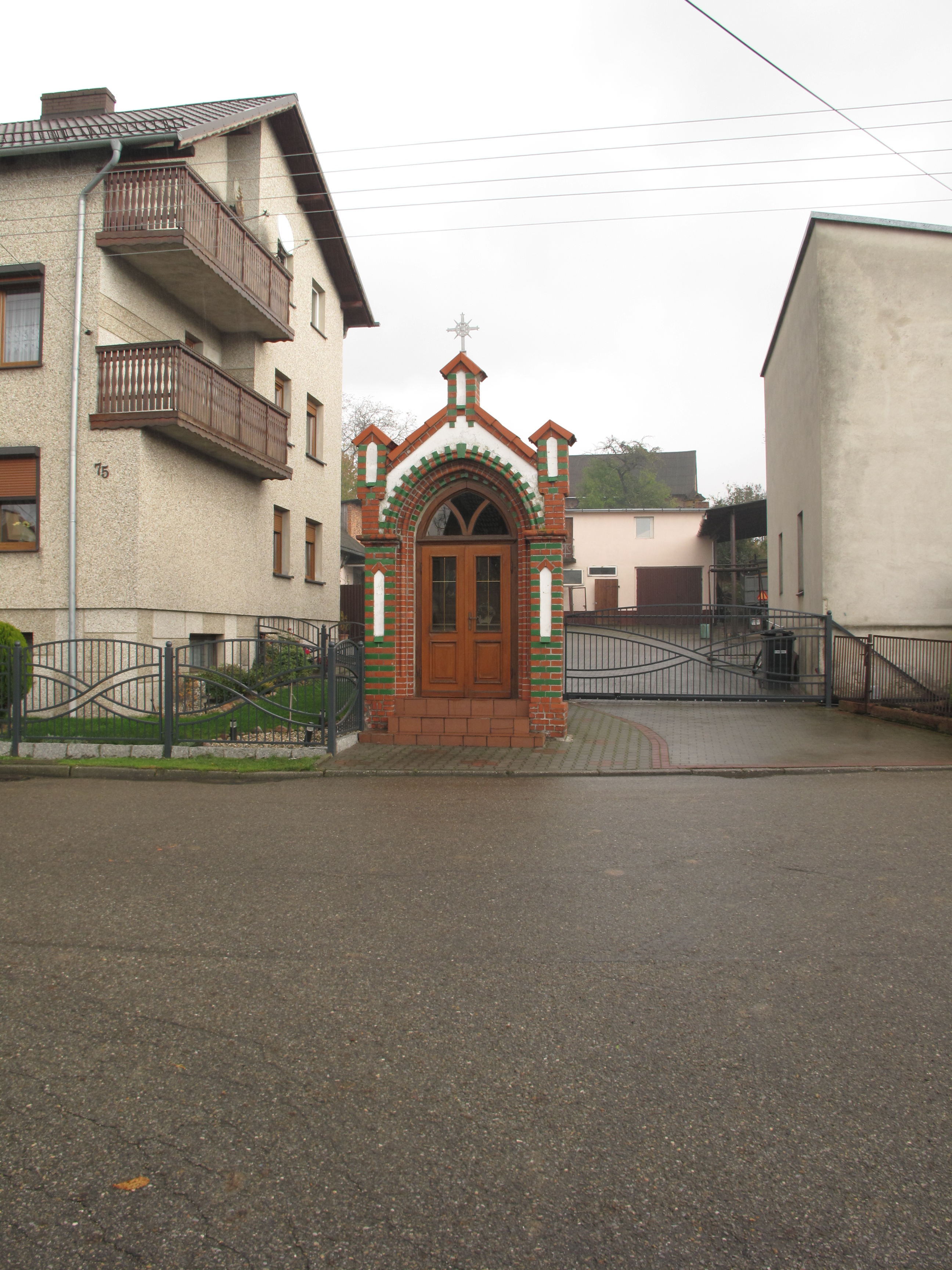
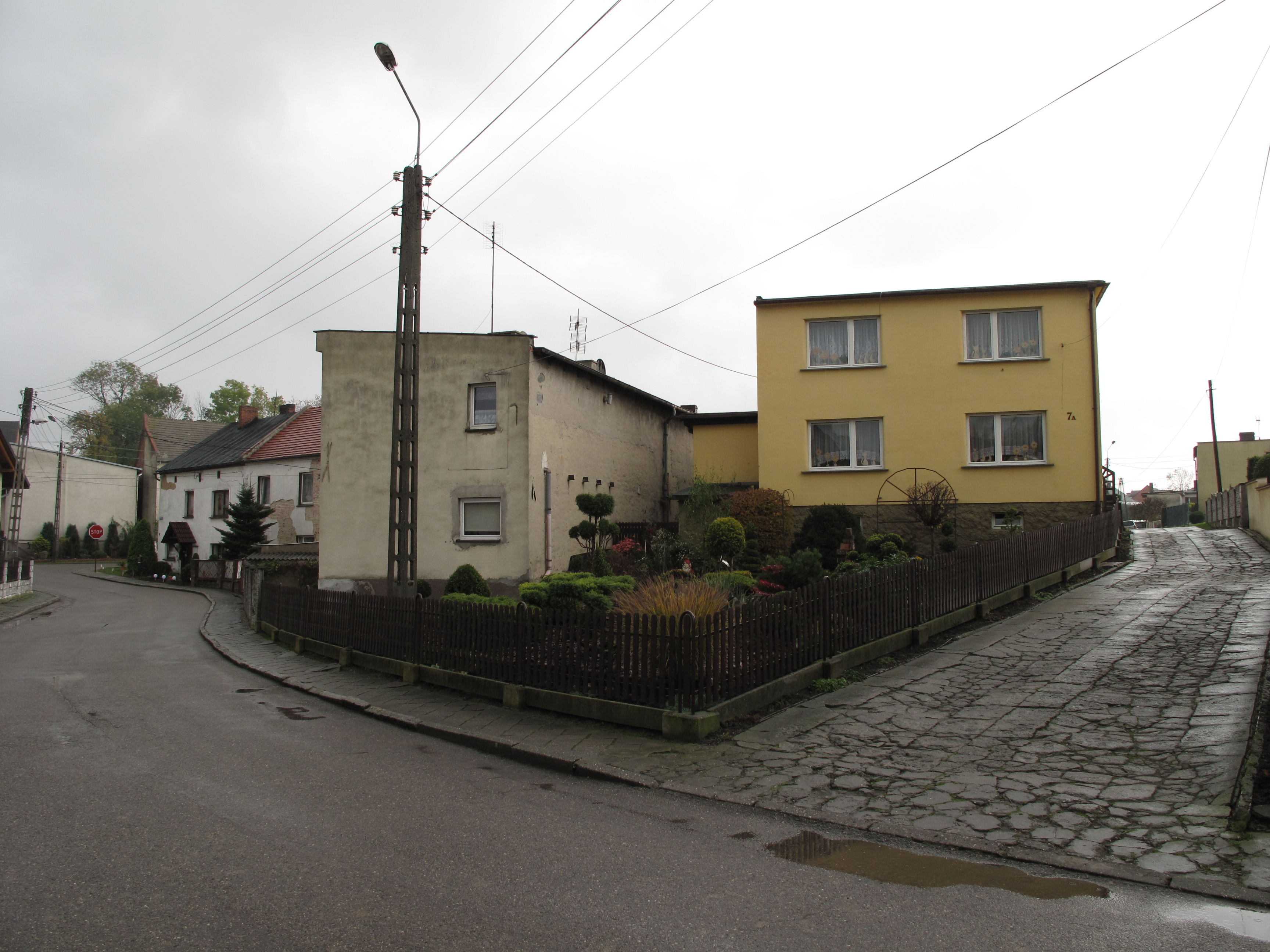